# Wijkia semitortipila
Wijkia semitortipila là một loài Rêu trong họ Sematophyllaceae. Loài này được (M. Fleisch.) S.H. Lin miêu tả khoa học đầu tiên năm 1984.